# Вероника Дилления
Веро́ника Дилле́ния (лат. Veronica dillenii) — однолетнее травянистое растение, вид рода Вероника (Veronica) семейства Подорожниковые (Plantaginaceae).

## Распространение и экология
Западная Европа: Франция, Швейцария, бывшая ГДР, Австрия, Венгрия, Чехословакия, Польша; территория бывшего СССР: в Европейской части от западной границы до реки Хопёр на востоке, не заходит севернее Литвы, южной части Белоруссии, верховьев реки Северный Донец и Воронежа, отсутствует в Крыму и во многих районах Западной Украины, на Кавказе — лишь в районе Пятигорска и в верховьях Кубани, в азиатской части в окрестностях Орска, верховьях Эмбы, Казахском мелкосопочнике, Тарбагатае, Рудном Алтае.
Произрастает по сухим лугам, в сосновых лесах, на полях, на каменистых склонах.

## Ботаническое описание
Стебли высотой 10—20 см, прямостоячие, железистые, в нижней части курчаво волосистые, выше оттопыренно опушенные, заканчивающиеся соцветием, в верхней части преимущественно ветвящиеся.
Средние стеблевые листья глубоко 5—7-перистораздельные, с более крупной конечной долей, при основании клиновидные. Верхние стеблевые — цельные, ланцетно-линейные. Прицветные — линейные, цельнокрайные, значительно отличаются от стеблевых листьев.
Цветки в многоцветковых рыхлых и коротких кистевидных соцветиях, на коротких цветоножках короче чашечки и прицветников. Чашечка превышает коробочку, с неравными ланцетными долями, с редкими железистыми волосками; венчик равен чашечке, голубой или тёмно-синий, диаметром 4,5—5 см, верхняя лопасть широкая, округло-почковидная, нижняя лопасть ланцетная, две боковые широкояйцевидные.
Коробочка округло обратно-сердцевидная, с 18—26 семенами, на верхушке с неглубокой выемкой, с редкими железистыми волосками. Семена плоские, в очертании яйцевидные, щитовидные, длиной 1 мм, шириной 0,75 мм.

## Таксономия
Вид Вероника Дилления входит в род Вероника (Veronica) семейства Подорожниковые (Plantaginaceae) порядка Ясноткоцветные (Lamiales).
|  |                                      |  |                                                             |                                                             |                          |  | ещё 21 семейство (согласно Системе APG II) | ещё 21 семейство (согласно Системе APG II) |                       |  |  |  | ещё от 300 до 500 видов |
|  |                                      |  |                                                             |                                                             |                          |  | ещё 21 семейство (согласно Системе APG II) | ещё 21 семейство (согласно Системе APG II) |                       |  |  |  | ещё от 300 до 500 видов |
|  |                                      |  |                                                             | порядок Ясноткоцветные                                      |                          |  |                                            |                                            | род Вероника          |  |  |  |                         |
|  |                                      |  |                                                             | порядок Ясноткоцветные                                      |                          |  |                                            |                                            | род Вероника          |  |  |  |                         |
|  | отдел Цветковые, или Покрытосеменные |  |                                                             |                                                             | семейство Подорожниковые |  |                                            |                                            | вид Вероника Дилления |  |  |  |                         |
|  | отдел Цветковые, или Покрытосеменные |  |                                                             |                                                             | семейство Подорожниковые |  |                                            |                                            |                       |  |  |  |                         |
|  |                                      |  | ещё 44 порядка цветковых растений (согласно Системе APG II) | ещё 44 порядка цветковых растений (согласно Системе APG II) |                          |  |                                            | ещё 90 родов                               | ещё 90 родов          |  |  |  |                         |
|  |                                      |  |                                                             | ещё 44 порядка цветковых растений (согласно Системе APG II) |                          |  |                                            |                                            | ещё 90 родов          |  |  |  |                         |